# Papua (provincia indonesiana)
Papua è una provincia indonesiana situata sull'isola oceanica della Nuova Guinea a oriente dello Stato.
La città più popolata della provincia nonché capoluogo è Jayapura a nordoriente della provincia.
La provincia gode di un'autonomia speciale dal 2002. Nel 2003 da essa si è distaccata la provincia dell'Irian Jaya Occidentale (dal 2007 rinominata Papua Occidentale) mentre la creazione di un'altra provincia, l'Irian Jaya Centrale, era stata abbandonata fino al 2022.
Nel novembre 2022 alcune reggenze sono state separate dalla provincia della Papua, portando alla conseguente riduzione del suo territorio e alla creazione di tre nuove province: la Papua meridionale (amministrata da Merauke), la Papua centrale (amministrata da Nabire) e la Papua Pegunungan (amministrata da Wamena).

## Geografia fisica
Papua è situata sull'Isola della Nuova Guinea, la seconda più grande isola del pianeta per grandezza. La provincia, oltre a essere la più orientale tra le 33 province indonesiane, era anche la più grande e occupava più del 50% della grande isola. L'altra parte dell'isola è in possesso dello Stato della Papua Nuova Guinea di cui condivide il confine a oriente. Papua confina a oriente con le province della Papua Nuova Guinea del Sandaun e della Provincia Occidentale. A occidente, invece, la provincia confina con un'altra provincia indonesiana, Papua Occidentale. A sud la provincia viene bagnata dal Mar degli Alfuri e a nord con l'oceano Pacifico.
La morfologia della provincia è discontinua. Infatti a sud della provincia si trova una vasta pianura occupata da foreste, al centro invece si colloca la catena montuosa dei (Monti Maoke) che continua anche in Papua Nuova Guinea; a nord si trova un'altra pianura molto simile a quella meridionale e un'altra catena montuosa, quella delle Montagne Foja.
Il Digul (in olandese: Digoel) è il più lungo fiume della provincia, nasce sui Monti Maoke e finisce in un grande delta nel Mare degli Arafura; questo fiume alimenta la grande foresta equatoriale presente nel sud della provincia. Altri fiumi minori sono il Tariku, Taritatu, Waipoga e Mamberamo. Il clima è in tutta la provincia di tipo equatoriale con frequentissime precipitazioni, caldo afoso e molte foreste equatoriali.

## Società

### Etnie e minoranze straniere
- Amungme
- Asmat
- Bauzi
- Dani
- Kamoro
- Kombai
- Korowai
- Mee
- Sentai
- Yali
- Yei
- popolo Yoke, che parla l'omonima lingua.